# Тун Вэнь
Тун Вэнь (кит. упр. 佟文, пиньинь Tóng Wén, род. 1 февраля 1983, Тяньцзинь) — китайская дзюдоистка, олимпийская чемпионка 2008 года, семикратная чемпионка мира в 2003—2011 годах, чемпионка Азии 2000 года, двукратная победительница Азиатских игр 2002 и 2006 годов. Одна из самых титулованных дзюдоисток в истории.
В мае 2010 года Тун Вэнь была дисквалифицирована на два года Международной федерацией дзюдо за применение кленбутерола и лишена золотой награды чемпионата мира 2009 года в Роттердаме. Тун Вэнь обжаловала это решение в спортивном арбитражном суде, который отменил дисквалификацию как ошибочную в связи с недоказанностью применения запрещённого препарата и полностью восстановил китаянку во всех правах.